# Cauratettix
Cauratettix is een geslacht van rechtvleugeligen uit de familie veldsprinkhanen (Acrididae). De wetenschappelijke naam van dit geslacht is voor het eerst geldig gepubliceerd in 1937 door Roberts.

## Soorten
Het geslacht Cauratettix omvat de volgende soorten:
- Cauratettix borellii Giglio-Tos, 1894
- Cauratettix gracilis Roberts, 1937